# Реметя (Муреш)
Реметя (рум. Remetea) — село у повіті Муреш в Румунії. Адміністративно підпорядковане місту Тиргу-Муреш.
Село розташоване на відстані 267 км на північний захід від Бухареста, 4 км на північний захід від Тиргу-Муреша, 73 км на схід від Клуж-Напоки, 132 км на північний захід від Брашова.

## Населення
За даними перепису населення 2002 року у селі проживали 12 027 осіб.
Національний склад населення села:
| Національність | Кількість осіб | Відсоток |
| -------------- | -------------- | -------- |
| румуни         | 6752           | 56,1%    |
| угорці         | 4513           | 37,5%    |
| цигани         | 737            | 6,1%     |
| німці          | 15             | 0,1%     |

Рідною мовою назвали:
| Мова      | Кількість осіб | Відсоток |
| --------- | -------------- | -------- |
| румунська | 6915           | 57,5%    |
| угорська  | 4665           | 38,8%    |
| циганська | 428            | 3,6%     |
| німецька  | 13             | 0,1%     |